# Elbschiffahrtskommission
Die Elbschiffahrtskommission war eine infolge des Wiener Kongresses von den Elbanrainerstaaten Österreich (für das Königreich Böhmen), Sachsen, Preußen, den anhaltischen Herzogtümern, Hannover, Großherzogtum Mecklenburg-Schwerin mit Mecklenburg-Strelitz, Hamburg und Dänemark (für die Herzogtümer Holstein und Lauenburg) eingesetzte Kommission zur Regelung der Schifffahrt auf der Elbe. Sie nahm 1819 in Dresden ihre Arbeit auf.
Die Kommission arbeitete die Elbschiffahrtsakte vom 21. Juni 1821 aus, mit der die für die Schifffahrt hinderlichen zahlreichen Elbzölle abgeschafft werden sollten. Dieses Elbschifffahrtsreglement wurde mehrfach revidiert, so etwa durch die Additionalakte vom 13. April 1844. Durch die 1867 erfolgte Umwandlung des 1866 gegründeten Norddeutschen Bundes in einen Bundesstaat und seine 1871 erfolgte Erweiterung und Umbenennung zum Deutschen Reich wurden die Arbeiten der Elbschiffahrtskommission und Elbschiffahrts-Revisionskommissionen überflüssig, da die Elbschifffahrt nun größtenteils innerhalb des deutschen Bundesstaates geregelt werden konnte.
Ebenfalls infolge des Wiener Kongresses wurde die Zentralkommission für die Rheinschifffahrt gegründet, die 1816 in Mainz ihre Arbeit aufnahm.